# ジル&ミルトン
『ジル&ミルトン』（原題：Gil e Milton）は、ジルベルト・ジルとミルトン・ナシメントが2000年に発表したコラボレーション・アルバム。

## 解説
30年来の友人であったジルとナシメントだが、公式なアルバムで共演したのは本作が初となる。本作の仮タイトルは『Duas Sanfonas』であった。
2人が新たに共作した5曲に加え、両名が過去に発表した楽曲のリメイク4曲と、他アーティストのカヴァー6曲を含む内容。ナシメントの楽曲「ポンタ・ヂ・アレイア」をジルが歌い、ジルの楽曲「パルコ」をナシメントが歌うという趣向もなされている。ビートルズ「サムシング」のカヴァーは、ジルがリード・ボーカルを担当し、レゲエにアレンジされている。

## 収録曲
1. セバスチャン - "Sebastian" (Gilberto Gil, Milton Nascimento) - 5:02
2. ドゥアス・サンフォーナス - "Duas Sanfonas" (G. Gil, M. Nascimento) - 5:02
3. ポンタ・ヂ・アレイア - "Ponta de Areia (Vinheta)" (M. Nascimento, Fernando Brant) - 0:45
4. ボン・ヂーア - "Bom Dia" (G. Gil, Nana Caymmi) - 4:13
5. トロヴォアーダ - "Trovoada" (G. Gil, M. Nascimento) - 4:33
6. サムシング - "Something" (George Harrison) - 3:28
7. マリア - "Maria (Me Perdoe, Maria)" (Ary Barroso, Luiz Peixoto) - 4:46
8. 暖かい家庭 - "Lar Hospitalar" (M. Nascimento, G. Gil) - 4:29
9. 僕の心を捧げたい - "Yo Vengo a Ofrecer Mi Corazón" (Fito Paez) - 4:36
10. ドーラ - "Dora" (Dorival Caymmi) - 4:30
11. シカ・ダ・シルヴァ - "Xica da Silva" (Jorge Ben) - 4:22
12. カンサォン・ド・サル - "Canção Do Sal" (M. Nascimento) - 3:37
13. ヂナマルカ – "Dinamarca" (M. Nascimento, G. Gil) - 2:46
14. パルコ - "Palco (Vinheta)" (G. Gil) - 0:42
15. 霧のバイアォン - "Baião da Garoa" (Luiz Gonzaga, Hervé Cordovil) - 3:18